# Абісаріхі
Абісаріхі — цар Ларси, Шумеру й Аккада. Імовірно, мав родинні зв'язки зі своїм попередником, оскільки перехід влади проходив безболісно та спокійно.

## Правління
Абісаріхі збудував палац та укріпив стіни Ларси. За його правління могутність царства значно зросла. 1898 року до н. е. він здобув перемогу над Ісіном, після чого кордони Ларси наблизились впритул до Ніппура.